# Еліза Тірума
Еліза Тірума (21 серпня 1990 , Сігулда, Ризький район ) — латвійська саночниця, дворазова бронзова призерка Олімпійських ігор, призерка чемпіонатів світу та Європи. 

## Олімпійські ігри
| Рік  | Місто                     | Одиночні сани | Змішана естафета |
| ---- | ------------------------- | ------------- | ---------------- |
| 2014 | Сочі, Росія               | 12            | 3                |
| 2018 | Пхьончхан, Південна Корея | 16            | —                |
| 2022 | Пекін, Китай              | 8             | 3                |